# Zlatník
Zlatník (in ungherese Aranyospatak) è un comune della Slovacchia facente parte del distretto di Vranov nad Topľou, nella regione di Prešov.